# Nicholas White (Zuid-Afrikaans wielrenner)
Nicholas "Nic" White (8 januari 1974) is een Zuid-Afrikaans voormalig professioneel wielrenner. Hij reed voor onder meer MTN.

## Belangrijkste overwinningen
1998
Proloog en 4e etappe Ronde van Marokko
Eindklassement Ronde van Marokko
1999
2e etappe Rapport Toer
2000
6e etappe Ronde van de Kaap (individuele tijdrit)
Eindklassement Ronde van de Kaap
1e etappe Ronde van de Zuid-Chinese Zee (individuele tijdrit)
2001
5e etappe Ronde van de Kaap (individuele tijdrit)
7e etappe An Post Rás
2002
5e etappe Ronde van Servië
1e etappe Ronde van de Zuid-Chinese Zee
Eindklassement Ronde van de Zuid-Chinese Zee
2004
6e etappe Ronde van Bretagne
2007
1e etappe deel A Ronde van Marokko
Eindklassement Ronde van Marokko
 Afrikaans kampioen op de weg, Elite
 Afrikaans kampioen tijdrijden, Elite
2008
9e etappe Ronde van Marokko
 Eindklassement UCI Africa Tour

## Ploegen
- 2001 –  HSBC
- 2002 –  HSBC
- 2003 –  HSBC
- 2004 –  HSBC
- 2006 –  Microsoft Pro Cycling Team
- 2007 –  MTN
- 2008 –  MTN

Evans · George · Kinnear · Lange · McDonald · McLeod · Spence · Potgieter · Thomson · Van Heerden · White · Woolcock